# Sogatella gemina
Sogatella gemina är en insektsart som beskrevs av Ronald Gordon Fennah 1963. Sogatella gemina ingår i släktet Sogatella och familjen sporrstritar. Inga underarter finns listade i Catalogue of Life.